# Angela Lansbury
Angela Brigid Lansbury (Londres, 16 de octubre de 1925-Los Ángeles, 11 de octubre de 2022), conocida como Angela Lansbury, fue una actriz y cantante británica nacionalizada estadounidense e irlandesa. Sus trabajos en el cine, la televisión y el teatro a lo largo de setenta años la convirtieron en una de las actrices europeas de mayor renombre mundial.
Nació en una familia de clase media-alta en Regent's Park que emigró a los Estados Unidos en 1940 debido a los bombardeos nazis sobre Londres durante la Segunda Guerra Mundial. Estudió actuación en Nueva York y llegó a Hollywood a través de la MGM, estudio con el que rodó películas como Gaslight en 1944 y El retrato de Dorian Gray en 1945 que le otorgaron dos nominaciones al premio Óscar. Continuó en la MGM hasta 1952, interpretando papeles secundarios en su mayoría para luego desarrollar una carrera en el teatro. Aunque durante este periodo nunca se le consideró como una estrella de cine, su interpretación en la cinta The Manchurian Candidate de 1962 le otorgó el aplauso de la crítica, siendo considerada una de sus más finas interpretaciones. Su rol principal en el musical Mame de 1966 la convirtió finalmente en una actriz protagónica prominente.
Tras varios problemas personales, viajó a Irlanda en 1970 y continuó desarrollando una exitosa carrera teatral a lo largo de la década. Algunas de sus obras más importantes durante este periodo fueron: Gypsy, Sweeney Todd y El rey y yo, así como la cinta animada La bruja novata (Bedknobs and Broomsticks) de 1971. En 1984 logró la fama internacional al protagonizar la serie de televisión Murder, She Wrote, trasmitida hasta 1996. Dicha producción se convirtió en una de las series más largas de la historia de la televisión y una de las más populares del género policial. En 1991 prestó su voz en La bella y la bestia, una de las cintas animadas de mayor éxito de los estudios Disney. Desde entonces, viajó por el mundo actuando en obras teatrales y películas. Entre las cintas más notables de su filmografía se encuentran: El estado de la Unión de 1946, Los tres mosqueteros de 1948, A Lawless Street (Calle sin ley) de 1955, The Greatest Story Ever Told de 1965, Muerte en el Nilo de 1978, Anastasia de 1997, Nanny McPhee de 2005 y El regreso de Mary Poppins de 2018.
A lo largo de su carrera obtuvo varios de los premios más importantes de la industria del entretenimiento, entre ellos: un Óscar honorífico, seis Globos de Oro, cinco Tony, un Olivier y un Grammy, además de acumular dieciocho nominaciones al Primetime Emmy. En 2014 fue nombrada «dama» por la Reina Isabel II por su contribución a las artes interpretativas.

## Biografía y carrera

### Primeros años
Nació en el seno de una familia de clase media alta el 16 de octubre de 1925 en el distrito de St Pancras en el Centro de Londres. Su lugar de nacimiento a veces se mencionó, erróneamente, que fue en Poplar, East London. En una ocasión manifestó que tenía conexiones ancestrales con Poplar, pero nació en Regent's Park, en el centro de Londres. Su madre fue la actriz Moyna Macgill, nacida en Belfast (nacida como Charlotte Lillian McIldowie), que aparecía regularmente en los escenarios del West End y que también había protagonizado varias películas. Su padre era un rico comerciante de madera y político británico, Edgar Lansbury, miembro del Partido Comunista de Gran Bretaña y exalcalde del distrito metropolitano de Poplar. Su abuelo paterno fue el líder del Partido Laborista y activista contra la guerra, George Lansbury, un hombre por el que se sintió «asombrada» y al que consideraba un «gigante en mi juventud». Tuvo una media hermana mayor, Isolde, que era hija del matrimonio anterior de su madre con el escritor y director Reginald Denham. En enero de 1930 , cuando Angela tenía cuatro años de edad, su madre dio a luz a mellizos, Bruce y Edgar, lo que llevó a la familia a mudarse de su apartamento de Poplar, a una casa en Mill Hill, al norte de Londres; los fines de semana se mudaban a una granja rural en Berrick Salome, cerca de Wallingford, Oxfordshire.
| Estoy eternamente agradecida por mi lado irlandés. Ahí es donde obtuve mi sentido de la comedia y la fantasía. En cuanto a la mitad inglesa, ese es mi lado reservado ... Pero ponme en el escenario, y sale el irlandés. La combinación hace una buena combinación para actuar. —Angela Lansbury |

Cuando tenía nueve años, su padre murió de cáncer de estómago y para evadir cualquier pensamiento que la entristeciera por su partida, comenzó a interpretar personajes como mecanismo de supervivencia. Enfrentando dificultades financieras, su madre se comprometió con un coronel escocés, Leckie Forbes, y se mudó a su casa en Hampstead, por lo que recibió su educación en el South Hampstead High School desde 1934 hasta 1939. Sin embargo, se consideró en gran parte autodidacta, aprendiendo de los libros, el teatro y el cine. Se convirtió en una autoproclamada «maníaca completa del cine», visitando el cine con regularidad e imaginándose a sí misma como si interpretara a ciertos personajes. Interesada en tocar el piano, estudió música brevemente en Ritman School of Dancing, y en 1940 comenzó a estudiar actuación en Webber Douglas Academy of Dramatic Art en Kensington, West London, apareciendo por primera vez en el escenario como dama de compañía en la versión producida por la escuela de la película Mary of Scotland, guion de Maxwell Anderson.
Ese año, su abuelo murió y con el inicio del Blitz, Macgill decidió llevarse a Angela, Bruce y Edgar a los Estados Unidos; Isolda permaneció en Gran Bretaña con su nuevo esposo, el actor Peter Ustinov. Macgill consiguió un trabajo supervisando a sesenta niños británicos que estaban siendo evacuados a América del Norte a bordo del RMS Duchess of Atholl, llegando con ellos a Montreal, Quebec, Canadá, a mediados de agosto. Desde allí, se dirigió en tren a la ciudad de Nueva York, donde fue patrocinada financieramente por un hombre de negocios de Wall Street, Charles T. Smith, y se mudó con su familia a su casa en Mahopac, Nueva York. Obtuvo una beca del American Theatre Wing que le permitió estudiar en la Feagin School of Drama and Radio, donde apareció en representaciones de The Way of the World de William Congreve y Lady Windermere's Fan de Oscar Wilde. Se graduó en marzo de 1942, momento en el que la familia se había mudado a un apartamento en Morton Street en Greenwich Village en el distrito de Manhattan de la ciudad de Nueva York.

### Inicios actorales
Macgill consiguió trabajo en una producción itinerante canadiense de la obra Tonight at 8:30, y se unió a ella en Canadá junto a su hija, quien obtuvo su primer trabajo teatral como acto en un club nocturno, el Club Samovar, en Montreal. Habiendo obtenido el trabajo afirmando tener diecinueve años de edad, cuando en realidad tenía dieciséis, su acto consistía en cantar canciones de Noël Coward, y con ello ganaba $60 a la semana. Regresó a la ciudad de Nueva York en agosto de 1942, pero su madre se había mudado a Hollywood, en Los Ángeles, con el fin de resucitar su carrera cinematográfica; junto a sus hermanos la siguieron hasta allí. Al mudarse a un bungaló en Laurel Canyon, madre e hija obtuvieron trabajos navideños en los grandes almacenes Bullocks Wilshire en Los Ángeles; Moyna fue despedida por incompetencia, dejando a la familia subsistiendo con el salario de Lansbury, que era de $28 a la semana. Al hacerse amiga de un grupo de homosexuales, se enteró de la escena gay clandestina de la ciudad, y con su madre, asistió a conferencias del gurú espiritual Jiddu Krishnamurti; en uno de ellos conoció a Aldous Huxley.

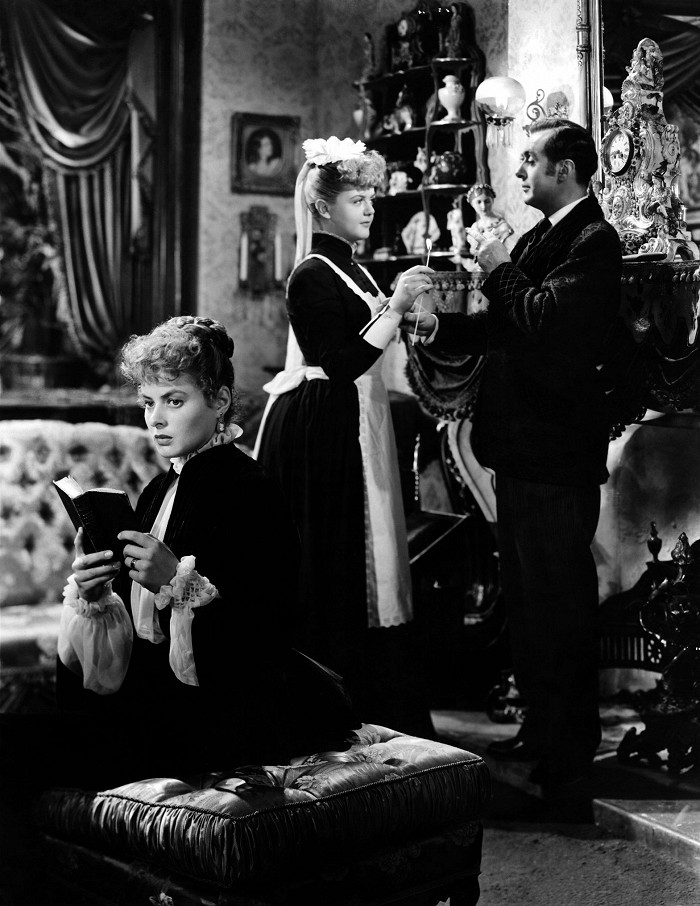
Lansbury (vestida como sirvienta) en Gaslight (1944), la película que marcó su debut como actriz, además de darle su primera nominación a un Premio Óscar.

En una fiesta organizada por su madre, conoció a John van Druten, quien recientemente había sido coautor de un guion para Gaslight (1944), un thriller de misterio basado en la obra de teatro Luz de gas de Patrick Hamilton, de 1938. Ambientada en el Londres victoriano, la película fue dirigida por George Cukor y protagonizada por Ingrid Bergman, quien hizo el papel de Paula Alquist, una mujer atormentada psicológicamente por su marido. Van Druten sugirió que sería la actriz perfecta para el papel de Nancy Oliver, una intrigante sirvienta cockney; fue aceptada para el papel, aunque, como solo tenía diecisiete años de edad, una trabajadora social tuvo que acompañarla en el set de grabación. Con Earl Kramer como agente, firmó un contrato de siete años con Metro-Goldwyn-Mayer, ganando $500 a la semana y usando su nombre real como su nombre profesional. Su casting recibió atención, con la revista Variety afirmando afirmando en agosto de 1943, que Lansbury había pasado de ser una desconocida a una estrella de cine en solo cuatro días. Tras su lanzamiento, Gaslight recibió críticas mixtas, aunque su papel fue ampliamente elogiado; la película obtuvo siete nominaciones a los Premios de la Academia, incluida una que recibió por Mejor Actriz de Reparto.
Su siguiente aparición cinematográfica fue como Edwina Brown, la hermana mayor de Velvet Brown en National Velvet (1944); la película resultó ser un gran éxito comercial, y en la que pudo desarrollar una amistad de por vida con su coprotagonista, Elizabeth Taylor. A continuación fue la protagonista de El retrato de Dorian Gray (1945), una adaptación cinematográfica de la novela del mismo nombre de Oscar Wilde, publicada en 1890, la cual nuevamente se desarrollaba en el Londres victoriano. Dirigida por Albert Lewin, interpretó a Sibyl Vane, una cantante de music hall de clase trabajadora que se enamora del protagonista, Dorian Gray (Hurd Hatfield). Aunque la película no fue un éxito financiero, su actuación, una vez más recibió elogios, lo que le valió un Globo de Oro a la Mejor Actriz de Reparto, y fue nuevamente nominada a Mejor Actriz de Reparto por los Premios de la Academia, perdiendo ante Anne Revere, su coprotagonista en National Velvet.
El 27 de septiembre de 1945, se casó con Richard Cromwell, un artista y decorador cuya carrera como actor se había estancado. Su matrimonio fue problemático; Cromwell era gay y se había casado con Lansbury con la infructuosa esperanza de que hacerlo lo convertiría en heterosexual. El matrimonio terminó en menos de un año cuando ella solicitó el divorcio el 11 de septiembre de 1946, pero siguieron siendo amigos hasta su muerte en 1960. En diciembre de 1946 le presentaron a Peter Pullen Shaw en una fiesta organizada en Ojai Valley por Hurd Hatfield. Shaw también era un expatriado inglés, además de ser un aspirante a actor, que había firmado recientemente con MGM, y concluido una relación con Joan Crawford. Ambos se convirtieron en pareja, y vivieron juntos antes de que ella le propusiera matrimonio.
La pareja tuvo la intención de casarse en Gran Bretaña, pero la Iglesia de Inglaterra se negó a casar a dos divorciados. En su lugar, se casaron en una ceremonia de la Iglesia de Escocia en la iglesia de St. Columba en Knightsbridge, Londres, en agosto de 1949, seguido de una luna de miel en Francia. Al regresar a los Estados Unidos, se instalaron en la casa de Lansbury en el vecindario Rustic Canyon de Los Ángeles, cerca de Santa Mónica y la playa, y en 1951 ambos se convirtieron en ciudadanos estadounidenses naturalizados y conservaron su ciudadanía británica a través de la doble nacionalidad.
En lo profesional mantuvo un contrato con Metro Goldwyn Mayer, compañía bajo la cual rodó El estado de la Unión (en la que encarnó a una mujer amargada por el recuerdo de su padre difunto), Sansón y Dalila (Cecil B. DeMille, 1949), donde interpretó a Semadar, la hermana mayor de Dalila; y Los tres mosqueteros (George Sidney, 1948), donde apareció ataviada como Ana de Austria.

### Consagración en Broadway

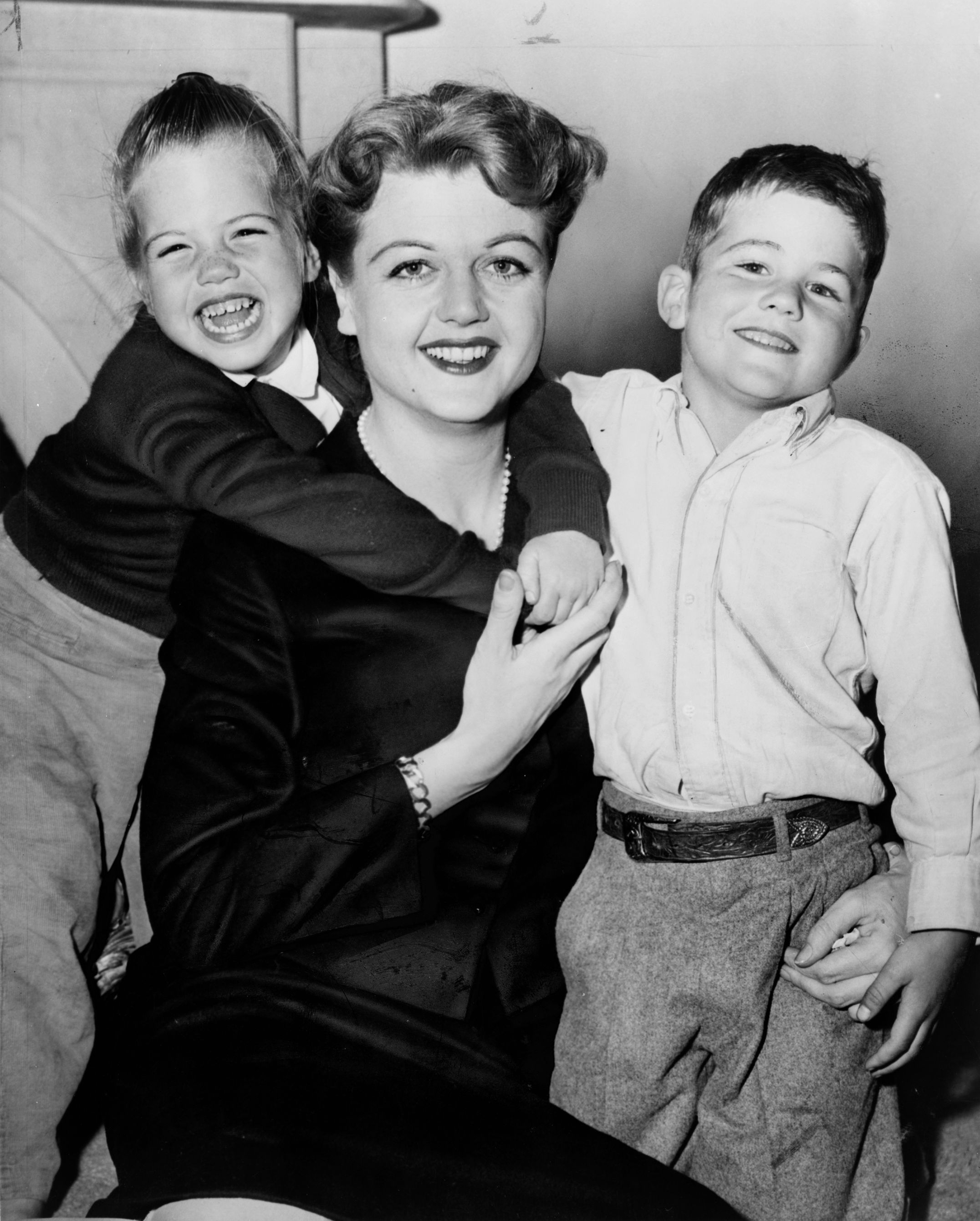
Lansbury junto a sus hijos, 1957.

El nacimiento de su hijo Anthony Shaw en 1952 la alejó del cine durante esa década en la que intervino en pocas películas: la disparatada El bufón del rey (1955) con Danny Kaye, Basil Rathbone y Glynis Johns; Mamá nos complica la vida (Vincente Minnelli, 1957), y El largo y cálido verano, donde interpretó a la amante alcohólica de Orson Welles.
En 1962 se produjo su regreso con The Manchurian Candidate (John Frankenheimer). Su papel de madre posesiva, ferviente anticomunista, casi le proporcionó un Oscar a la mejor actriz de reparto que a último momento recayó en Patty Duke.
Con la popularidad cinematográfica recuperada, volvió al teatro donde protagonizó el mayor éxito de Broadway de las temporadas 1966-1969: el musical Mame que la consagró como estrella absoluta y por el que ganó el Premio Tony como la mejor actriz en un musical mientras espació sus intervenciones cinematográficas, entre ellas la llevada a cabo en The Greatest Story Ever Told (1965).
El éxito de Mame no se repitió con Dear World, un musical basado en la obra de teatro La loca de Chaillot de Jean Giraudoux; pero su actuación recibió excelentes críticas y finalmente un Premio Tony a mejor actriz del año como la Condesa Aurelia.
Los años setenta arrancaron con el estreno de La bruja novata (Robert Stevenson, 1971), cinta de la Disney en la que interpretó a la Señorita Price, una solterona que emplea sus conocimientos de brujería para combatir ―con la ayuda de unos niños huérfanos que acoge en su casa― a las tropas nazis que asolan el Reino Unido. Doce meses después recibió una candidatura a los Globos de Oro.
En 1973 regresó al musical con Gypsy, estrenado en Londres con gran éxito y luego llevado a Broadway; fue su penúltima creación para un papel de musical. Ganó su tercer Premio Tony como mejor actriz del año en Broadway.

### Muerte en el Nilo
En 1978 reverdeció laureles en el cine al encarnar a Salomé Otterbourne en Muerte en el Nilo (John Guillermin), protagonizada por su excuñado Peter Ustinov, David Niven y un elenco de estrellas. Las condiciones precarias de rodaje en Egipto —la actriz tuvo que compartir camerino con Maggie Smith y Bette Davis— pronto se vieron recompensadas: su papel de escritora de novelas eróticas alcoholizada y que tenía que afrontar una posible demanda de difamación le llevó a las puertas de los Premios BAFTA. Por su parte la National Board of Review la proclamó la mejor actriz de reparto del año. La crítica incidió en la preferencia posterior por los papeles con una mayor edad a la suya.
Los productores de Muerte en el Nilo, John Brabourne y Richard Goodwin, estuvieron tan satisfechos con su trabajo que le ofrecieron la posibilidad de interpretar a Mrs. Marple en El espejo roto (1980), también basada en un relato de Agatha Christie, donde compartió cartel con una larga lista de estrellas veteranas: Tony Curtis, Elizabeth Taylor, Kim Novak, Rock Hudson, Geraldine Chaplin y Edward Fox. A partir de entonces se consolidó su imagen de señora mayor, rebosante de sabiduría y humanidad, capaz de comprender los problemas de los demás de un solo golpe de vista y disminuirlos a base de buenos consejos, vitalidad, serenidad, humor, paciencia y afecto.
En esos años también hizo cine, como la participación como la Pirata Ruth en la versión filmada de la opereta de Gilbert y Sullivan, Los piratas de Penzance con Linda Ronstadt y Kevin Kline (1983) y en una participación en la grabación de The Beggar's Opera (La ópera del mendigo) junto a Joan Sutherland y Kiri Te Kanawa.

### Murder, She Wrote

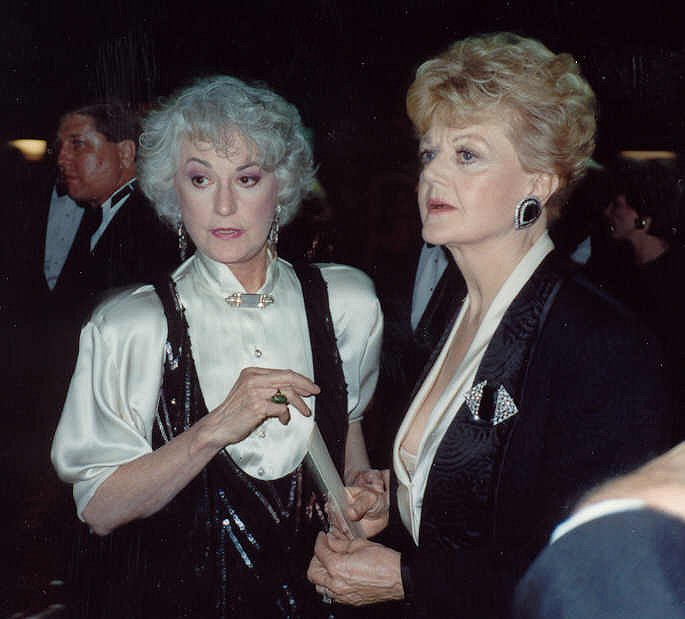
Lansbury con Beatrice Arthur (izquierda) en los Premios Primetime Emmy de 1989. Las dos eran amigas cercanas desde su puesta en escena en Broadway con la obra, Mame.

Su imagen de señora mayor, sabia y algo entrometida, acuñada en Muerte en el Nilo, se acentuó cuando su marido Peter Shaw inició la producción de la serie Murder, She Wrote (Se ha escrito un crimen en España y Reportera del crimen en Latinoamérica), de la que se grabaron múltiples temporadas en la década 1984-94. Su papel de Jessica Fletcher, escritora de novelas policíacas aficionada a resolver asesinatos, le proporcionó una notable repercusión que se tradujo con múltiples candidaturas a los Premios Emmy ―si bien ninguna estatuilla― así como varios Globos de Oro.
En pleno éxito profesional, Neil Jordan la llamó para encarnar a Angela Carter en la película de culto En compañía de lobos. A pesar de ello decidió avanzar en su carrera televisiva compaginando su trabajo en la serie con algún telefilme como Mrs. Harris goes to Paris, junto a Omar Sharif, la grabación de voz de películas de animación (La bella y la bestia, Anastasia) y algunas apariciones públicas como la que llevó a cabo en 1993 cuando entregó el Premio Jean Hershoft a Elizabeth Taylor por su labor humanitaria.
En 1996 finalizó las grabaciones de Murder, She Wrote, volcándose en la enseñanza del oficio de actor.

### Últimos trabajos
En 2003 falleció su esposo. Para sobrellevar la pérdida, retomó su carrera, protagonizando más telefilmes sobre Jessica Fletcher y regresando a la gran pantalla con La niñera mágica (Kirk Jones), sobre un guion de Emma Thompson. Pero una rotura de la rodilla le impidió participar en la adaptación de The Last Unicorn. También participó en doblaje de juegos como Kingdom Hearts II. Apareció en el papel de una madre en un episodio de la temporada 6 del programa de televisión Law & Order: Special Victims Unit, por el que fue nominada a un premio Primetime Emmy en 2005, a la mejor actriz invitada en una serie dramática.
Después de veinticinco años, en 2007 regresó a Broadway en la obra Deuce de Terence McNally, por la cual recibió una nominación para un premio Tony. En marzo de 2009, retornó como Madame Arcati en Espíritu travieso (Blithe Spirit) de Noel Coward.
En el verano de 2011 regresó a la gran pantalla protagonizando la comedia The Popper's Penguins (Los pingüinos del Sr. Popper) junto con el actor Jim Carrey.

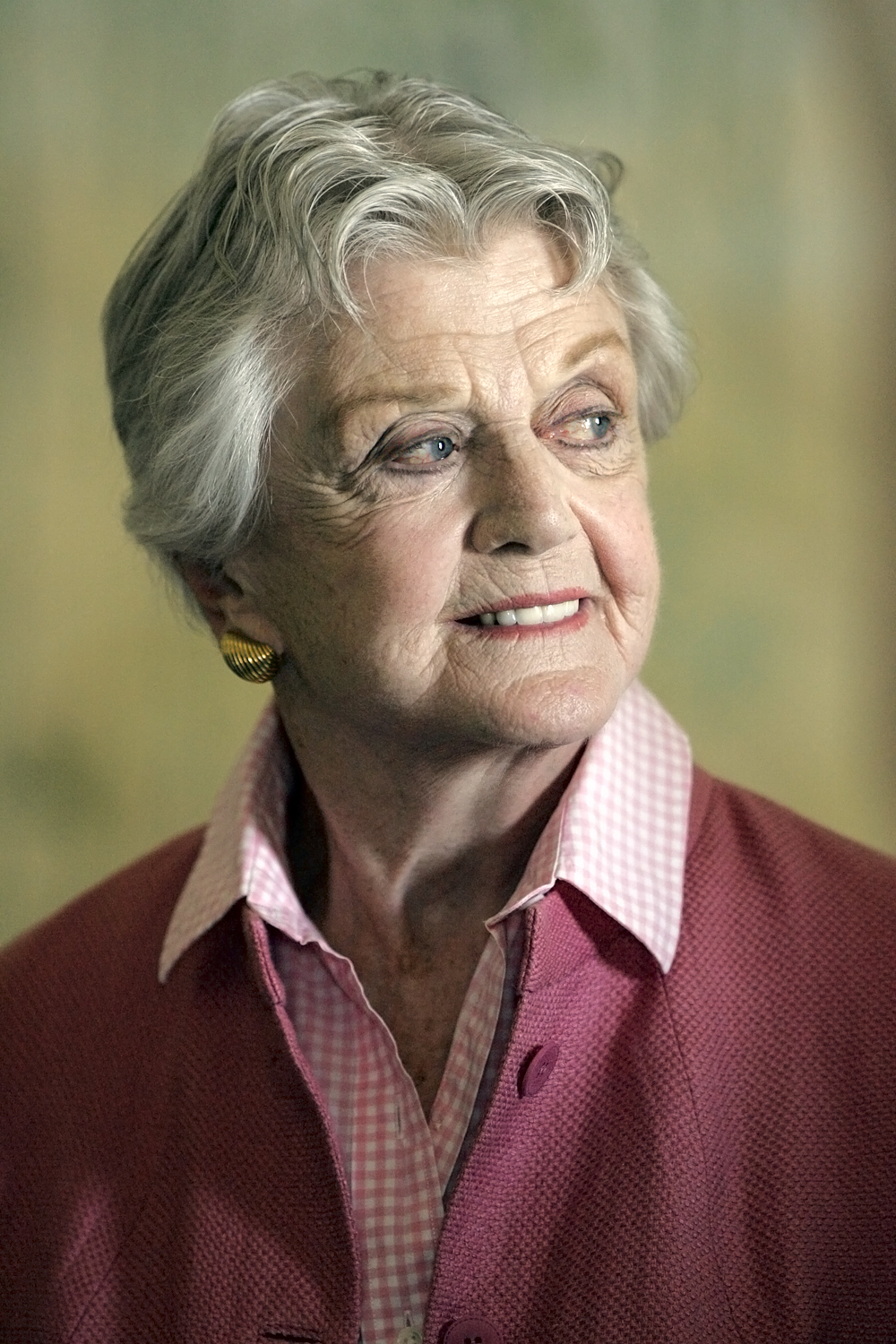
Lansbury en 2013.

En septiembre de 2013, la Junta de Gobernadores de la Academia de Hollywood le concedió el Óscar honorífico en honor a sus trayectorias en el mundo del cine, rindiendo «tributo a individuos que han hecho contribuciones indelebles en sus respectivos campos».
En diciembre de 2017, actuó en su último papel televisivo como la tía March en la miniserie producida por BBC, Little Women. Recibió elogios por su actuación, con la crítica de cine de Variety, Jaqueline Cutler, escribiendo: «Esa es la tía March, interpretada con magnífica imperiosidad por Angela Lansbury, ejerciendo poder al enseñorearse de su riqueza sobre todo». Daniel Feinberg, de The Hollywood Reporter, la elogió al declarar: «Angela Lansbury destaca sobre un elenco sólido... no se duerme en sus laureles y se roba cada una de sus escenas.» La última aparición cinematográfica de Lansbury fue en Glass Onion: A Knives Out Mystery, estrenada en 2022.

## Vida personal
En una entrevista para The Dick Cavett Show en 1972, declaró que hablaba con acento cockney inglés cuando se mudó a los Estados Unidos, pero que desde entonces había «perdido» su acento nativo original. Tuvo la ciudadanía irlandesa. El biógrafo Martin Gottfried la denominó como «Meticulosa. Precavida. Autoeditora. Deliberada. Es lo que los británicos llaman reservado», y agregó que era «tan preocupona, sensible y comprensiva, como cualidades que cualquiera podría desear tener en un amigo». También señaló que tenía un «profundo sentido de la privacidad», agregando que no le gustaban los intentos de adulación.
Lansbury se casó dos veces, primero con el actor Richard Cromwell, cuando ella tenía diecinueve años y Cromwell tenía treinta y cinco. Se fugaron y se casaron en una pequeña ceremonia civil el 27 de septiembre de 1945. Se divorciaron en 1946, pero siguieron siendo amigos hasta su muerte en 1960. En 1949, se casó con el actor y productor Peter Shaw, y permanecieron juntos durante cincuenta y cuatro años, hasta su muerte en 2003. Se hizo cargo de un hijastro, David, fruto del primer matrimonio de Shaw. Tuvieron dos hijos propios, Anthony Peter (n. 1952) y Deirdre Ann (n. 1953). Si bien declaró repetidamente que quería anteponer a sus hijos a su carrera, admitió que a menudo tenía que dejarlos en California durante largos períodos cuando trabajaba en otro lugar. Le inculcó a sus hijos la fe episcopal, aunque no eran miembros de una congregación. Sobre la religión, declaró: «Creo que Dios está dentro de todos nosotros, que somos seres perfectos y preciosos, y que tenemos que poner nuestra fe y confianza en eso.»
A finales de la década de 1960, Anthony y Deirdre se involucraron en el creciente movimiento de contracultura y comenzaron a consumir drogas recreativas. Deirdre se hizo amiga de la familia Manson, mientras que Anthony se volvió adicto a la cocaína y la heroína, pero logró abandonarlas en 1971. Después de recuperarse, Anthony se convirtió en director de televisión y dirigió 68 episodios de Murder, She Wrote. Deirdre se casó con un chef y juntos abrieron un restaurante en el oeste de Los Ángeles. Su familia se completó con tres nietos y cinco bisnietos.
Fue prima de la familia Postgate, incluido el animador, escritor y activista social Oliver Postgate. También fue prima de la académica y novelista Coral Lansbury, cuyo hijo es el ex primer ministro de Australia Malcolm Turnbull.
Cuando era una joven actriz, se autoproclamó como una persona hogareña, además de comentar que le encantaba la limpieza doméstica. Prefería pasar tardes tranquilas con sus amigos dentro de su hogar, a la vida nocturna de Hollywood. Sus pasatiempos en ese entonces incluían leer, montar a caballo, jugar tenis, cocinar y tocar el piano; también tenía un gran interés en la jardinería. Citó a F. Scott Fitzgerald como su autor favorito, y a Roseanne y Seinfeld entre sus programas de televisión favoritos. Fue una ávida escritora de cartas escritas a mano, y hacía copias de todas las que escribía. A petición de Howard Gotlieb, los documentos personales de Lansbury se encuentran en el Centro de Investigación de Archivos Howard Gotlieb de la Universidad de Boston.
Fue partidaria del Partido Demócrata en los Estados Unidos, describiéndose a sí misma como una «demócrata desde siempre», y del Partido Laborista en su Reino Unido natal. A lo largo de su carrera, apoyó una variedad de organizaciones benéficas, en particular aquellas como Abused Wives in Crisis (esposas abusadas en crisis) que combatían el abuso doméstico, y aquellas que trabajaban para rehabilitar a los consumidores de drogas. En la década de 1980, comenzó a apoyar a varias organizaciones benéficas comprometidas en la lucha contra el VIH/sida.
En un comienzo, fue una fumadora empedernida. Abandonó la adicción a mediados de la década de 1960. En 1976 y 1987, se sometió a una cirugía estética en el cuello para evitar que se ensanchara con la edad. Durante la década de 1990, comenzó a tener artritis. Se sometió a una cirugía de reemplazo de cadera en mayo de 1994, y a una cirugía de reemplazo de rodilla en 2005.

## Muerte
El 11 de octubre de 2022, Lansbury falleció a los 96 años de edad mientras dormía en su casa ubicada en Los Ángeles, California.

## Filmografía selecta

### Doblaje
| Año  | Título                                        | Papel            | Notas            |
| ---- | --------------------------------------------- | ---------------- | ---------------- |
| 1982 | The Last Unicorn                              | Mommy Fortuna    | Película animada |
| 1991 | Beauty and the Beast                          | Mrs. Potts       | Película animada |
| 1997 | Beauty and the Beast: The Enchanted Christmas | Mrs. Potts       | Película animada |
| 1997 | Anastasia                                     | Maria Feodorovna | Película animada |
| 2005 | Kingdom Hearts II                             | Mrs. Potts       | Videojuego       |

### Películas
| Año  | Título                                  |
| ---- | --------------------------------------- |
| 1944 | Fuego de juventud                       |
| 1944 | Gaslight                                |
| 1945 | El retrato de Dorian Gray               |
| 1946 | The Harvey Girls                        |
| 1946 | The Hoodlum Saint                       |
| 1948 | El estado de la Unión                   |
| 1948 | Los tres mosqueteros                    |
| 1949 | Sansón y Dalila                         |
| 1952 | Mutiny                                  |
| 1955 | A Lawless Street                        |
| 1955 | The Court Jester The Purple Mask        |
| 1958 | Mamá nos complica la vida               |
| 1958 | El largo y cálido verano                |
| 1960 | Escándalo en la corte                   |
| 1961 | Blue Hawaii                             |
| 1962 | The Manchurian Candidate                |
| 1965 | The Greatest Story Ever Told            |
| 1965 | The Amorous Adventures of Moll Flanders |
| 1970 | Something for Everyone                  |
| 1971 | La bruja novata                         |
| 1978 | Muerte en el Nilo                       |
| 1979 | La dama del expreso                     |
| 1980 | El espejo roto                          |
| 1983 | The Pirates of Penzance                 |
| 1984 | En compañía de lobos                    |
| 1990 | The Love She Sought (telefilme)         |
| 1992 | Mrs. 'Arris Goes to Paris (telefilme)   |
| 1996 | Mrs. Santa Claus                        |
| 1999 | La señora Pollifax                      |
| 1999 | Fantasía 2000                           |
| 2005 | Nanny McPhee                            |
| 2011 | Mr. Popper's Penguins                   |
| 2017 | Mujercitas (telefilme)                  |
| 2018 | El regreso de Mary Poppins              |
| 2022 | Glass Onion: A Knives Out Mystery       |

### Televisión
- Murder, She Wrote (1984-1996)
- Lace (1984), miniserie
- Lace II (1985), miniserie
- Law & Order: Special Victims Unit, (2005, sexta temporada; episodio veinte)

### Teatro
- Hotel Paradiso (abril-julio de 1957)
- A Taste of Honey (octubre de 1960-septiembre de 1961)
- Anyone Can Whistle (abril de 1964)
- Mame (mayo 1966-enero de 1970)
- Dear World (febrero-mayo de 1969)
- Gypsy (septiembre de 1974-enero de 1975)
- The King and I (mayo de 1977-diciembre de 1978)
- Sweeney Todd (marzo de 1979-junio de 1980)
- A Little Family Business (diciembre de 1982)
- Mame (julio-agosto de 1983)
- Short Talks on the Universe (noviembre de 2002)
- Deuce (2007, Broadway)
- Blithe Spirit (2008, Broadway)
- A Little Night Music (2009)
- A Little Night Music (2012)
- Driving Miss Daisy (2013)
- Blithe Spirit (2014-2015)

## Premios y nominaciones

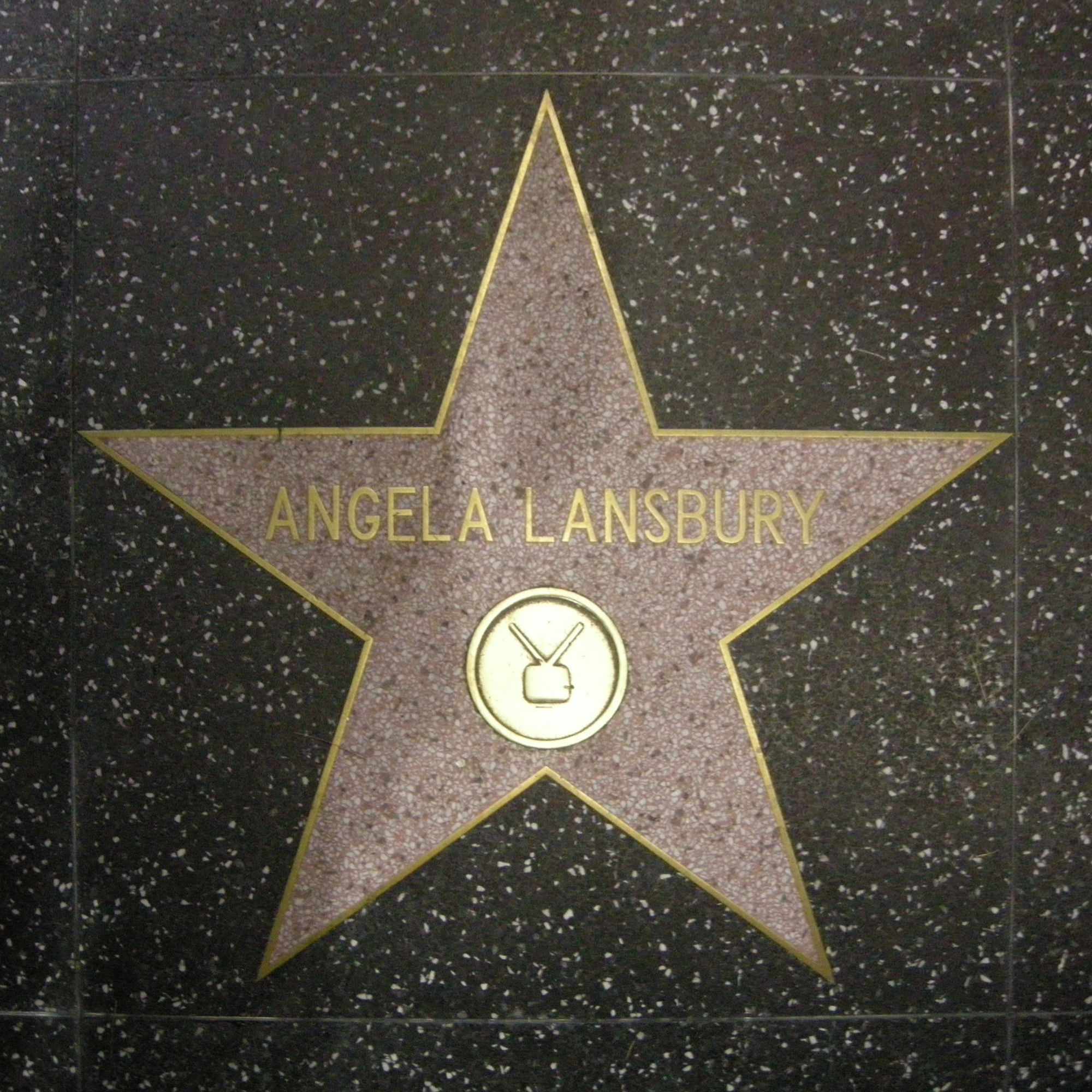
Estrella de Lansbury en el paseo de la fama de Hollywood.

### Premios Óscar
| Año  | Categoría               | Película                  | Resultado |
| ---- | ----------------------- | ------------------------- | --------- |
| 1945 | Mejor actriz de reparto | Gaslight                  | Nominada  |
| 1946 | Mejor actriz de reparto | El retrato de Dorian Gray | Nominada  |
| 1963 | Mejor actriz de reparto | El mensajero del miedo    | Nominada  |
| 2013 | Óscar honorífico        | Óscar honorífico          | Ganadora  |

### Premios BAFTA
| Año           | Categoría               | Película          | Resultado |
| ------------- | ----------------------- | ----------------- | --------- |
| 1978          | Mejor Actriz de Reparto | Muerte en el Nilo | Nominada  |
| Premios BAFTA | BAFTA honorífico        | BAFTA honorífico  | Ganadora  |

### Premios Globo de Oro
| Año  | Categoría                                              | Trabajo                             | Resultado |
| ---- | ------------------------------------------------------ | ----------------------------------- | --------- |
| 1946 | Mejor Actriz de Reparto                                | El retrato de Dorian Gray           | Ganadora  |
| 1963 | Mejor Actriz de Reparto                                | The Manchurian Candidate            | Ganadora  |
| 1971 | Mejor Actriz - Comedia o musical                       | Something for Everyone              | Nominada  |
| 1972 | Mejor Actriz - Comedia o musical                       | Bedknobs and Broomsticks            | Nominada  |
| 1984 | Mejor Actriz de Reparto - Serie, Miniserie o Telefilme | The Gift of Love: A Christmas Story | Nominada  |
| 1985 | Mejor Actriz - Serie dramática                         | Murder, She Wrote                   | Ganadora  |
| 1986 | Mejor Actriz - Serie dramática                         | Murder, She Wrote                   | Nominada  |
| 1987 | Mejor Actriz - Serie dramática                         | Murder, She Wrote                   | Ganadora  |
| 1988 | Mejor Actriz - Serie dramática                         | Murder, She Wrote                   | Nominada  |
| 1989 | Mejor Actriz - Serie dramática                         | Murder, She Wrote                   | Nominada  |
| 1990 | Mejor Actriz - Serie dramática                         | Murder, She Wrote                   | Ganadora  |
| 1991 | Mejor Actriz - Serie dramática                         | Murder, She Wrote                   | Nominada  |
| 1992 | Mejor Actriz - Serie dramática                         | Murder, She Wrote                   | Ganadora  |
| 1993 | Mejor Actriz - Serie dramática                         | Murder, She Wrote                   | Nominada  |
| 1995 | Mejor Actriz - Serie dramática                         | Murder, She Wrote                   | Nominada  |

### Premios Emmy
| Año  | Categoría                                                       | Trabajo                        | Resultado |
| ---- | --------------------------------------------------------------- | ------------------------------ | --------- |
| 1983 | Mejor actriz - Miniserie o telefilme                            | Little Gloria... Happy at Last | Nominada  |
| 1985 | Mejor performance individual - Programa musical o de variedades | Sweeney Todd                   | Nominada  |
| 1985 | Mejor actriz - Serie dramática                                  | Murder, She Wrote              | Nominada  |
| 1986 | Mejor actriz - Serie dramática                                  | Murder, She Wrote              | Nominada  |
| 1987 | Mejor actriz - Serie dramática                                  | Murder, She Wrote              | Nominada  |
| 1987 | Mejor performance individual - Programa musical o de variedades | Premios Tony de 1987           | Nominada  |
| 1988 | Mejor actriz - Serie dramática                                  | Murder, She Wrote              | Nominada  |
| 1989 | Mejor actriz - Serie dramática                                  | Murder, She Wrote              | Nominada  |
| 1990 | Mejor actriz - Serie dramática                                  | Murder, She Wrote              | Nominada  |
| 1990 | Mejor performance individual - Programa musical o de variedades | Premios Tony de 1989           | Nominada  |
| 1991 | Mejor actriz - Serie dramática                                  | Murder, She Wrote              | Nominada  |
| 1992 | Mejor actriz - Serie dramática                                  | Murder, She Wrote              | Nominada  |
| 1993 | Mejor actriz - Serie dramática                                  | Murder, She Wrote              | Nominada  |
| 1994 | Mejor actriz - Serie dramática                                  | Murder, She Wrote              | Nominada  |
| 1995 | Mejor actriz - Serie dramática                                  | Murder, She Wrote              | Nominada  |
| 1996 | Mejor actriz - Serie dramática                                  | Murder, She Wrote              | Nominada  |
| 2004 | Mejor actriz de reparto - Miniserie o telefilme                 | The Blackwater Lightship       | Nominada  |
| 2005 | Mejor actriz invitada - Serie dramática                         | Law & Order                    | Nominada  |

### Premios SAG
| Año  | Categoría                                | Trabajo                                  | Resultado |
| ---- | ---------------------------------------- | ---------------------------------------- | --------- |
| 1995 | Mejor actriz - Serie dramática           | Murder, She Wrote                        | Nominada  |
| 1996 | Premio de Honor del Sindicato de Actores | Premio de Honor del Sindicato de Actores | Ganadora  |

### Premios Tony
| Año  | Categoría                             | Trabajo              | Resultado |
| ---- | ------------------------------------- | -------------------- | --------- |
| 1966 | Mejor actriz principal en un musical  | Mame                 | Ganadora  |
| 1969 | Mejor actriz principal en un musical  | Dear World           | Ganadora  |
| 1975 | Mejor actriz principal en un musical  | Gypsy                | Ganadora  |
| 1979 | Mejor actriz principal en un musical  | Sweeney Todd         | Ganadora  |
| 2007 | Mejor actriz principal                | Deuce                | Nominada  |
| 2009 | Mejor actriz de reparto               | Blithe Spirit        | Ganadora  |
| 2010 | Mejor actriz de reparto en un musical | A Little Night Music | Nominada  |

### Otros
- Medalla Nacional de las Artes del National Endowment for the Arts, Washington, 1997
- 1994 Condecorada por la Reina Isabel II como Dame Commander of the British Empire
- 1995 Disney Legend
- 2000 Kennedy Center Honors
- 2008 Doctor honoris causa, Universidad de Miami
- 2014 Nombrada «dama» por la Reina Isabel II por su contribución a las artes interpretativas.
- 2015 Premio Laurence Olivier a mejor actriz de reparto